# ТЕС Мсіла
ТЕС Мсіла (M'Sila) — теплова електростанція на півночі Алжиру, споруджена у однойменному вілаєті на західній околиці міста Мсіла (південні передгір'я хребта Тель-Атлас, що виходять до солоного озера Шотт-ель-Ходна).
Перша черга цієї газотурбінної станції складалась із введених в експлуатацію між 1981 та 1986 роками двадцяти двох газових турбін GE-Thomassen 5001PTG потужністю по 23 МВт. В кінці того ж десятиліття ТЕС підсилили другою чергою з трьох турбін General Electric типу MS9001E потужністю по 100 МВт.
На початку 21-го століття в Алжирі склався наростаючий енергодефіцит, для вирішення якого, окрім спорудження нових генеруючих об'єктів, в окремих випадках застосовували перебазування газових турбін малої потужності. В межах останньої практики у 2006—2007 роках практично всі турбіни першої черги — 20 із 22 — перемістили на інші електростанції, а саме ТЕС Марсат-Ель-Хаджадж, Наама (обидві на північному заході країни) та Айн-Салах (оаза в центрі алжирської Сахари).
Для їх заміни в 2007 році оголосили тендер на спорудження на майданчику ТЕС Мсіла третьої газотурбінної черги. Замовлення отримала італійська компанія Ansaldo, яка за кілька років встановила дві газові турбіни типу AE94.3A потужністю по 215 МВт (еталонна ISO-потужність 285 МВт).
В 2013—2014 роках для покриття пікових навантажень на майданчику ТЕС встановили дванадцять мобільних газових турбін виробництва компанії General Electric типу TM2500+ з одиничною потужністю 17 (за іншими даними — 22) МВт.
Станція використовує природний газ, що може надходити ло регіону по трубопроводах Айн-Ель-Лахджель – М'Сіла та  Баріка – М'Сіла – Бугезуль.